# Nowe Borowe
Nowe Borowe (niem. Neu Borowen, w latach 1938–1945 Buschwalde) – wieś w Polsce położona w województwie warmińsko-mazurskim, w powiecie szczycieńskim, w gminie Jedwabno.
W latach 1975–1998 miejscowość administracyjnie należała do województwa olsztyńskiego.